# Haydn Quartett
Das Haydn Quartett mit Stammsitz im Schloss Esterhazy in der burgenländischen Landeshauptstadt Eisenstadt, knüpft an die Tradition der esterházyschen Musikkultur an mit dem Ziel, die Werke Joseph Haydns und die seiner Zeitgenossen aus der Sicht der Gegenwart neu zu interpretieren. Weiterhin hat es sich zur Aufgabe gemacht, weniger bekannte Werke aufzuführen. Hierbei setzt es auf die intensive Zusammenarbeit mit prominenten Musikern, was durch zahlreiche CD-Produktionen dokumentiert ist.
Konzerte in fast allen Ländern Europas, Auftritte in den USA (Carnegie Hall, New York), den GUS-Staaten, der VR China, Japan und Mexiko, aber auch eine Vielzahl von Rundfunk-, Fernseh- und Schallplattenaufnahmen haben das Haydn Quartett international bekannt gemacht. Weiterhin ist es ständiger Gast des Haydn Festival Eisenstadt.
Das Quartett besteht aus den österreichischen Musikern Fritz Kircher (erste Violine), Martin Kocsis (zweite Violine), der deutschen Bratschistin Gerswind Olthoff und dem englischen Cellisten Nikolai New. Seinen Stammsitz wählte das Quartett, weil Joseph Haydn in Eisenstadt über 30 Jahre lang lebte und komponierte.
Im März 2005 gestaltete das Quartett in Bangkok, in Anwesenheit der thailändischen Prinzessin Galyani Vadhana, ein Benefizkonzert für die Opfer des Tsunami im Dezember 2004.
Im „Haydn Jahr 2009“ ehrte das Quartett seinen Namensgeber mit einer ganz außergewöhnlichen Konzertreihe in Wien. Dabei wurden sämtliche 69 Streichquartette von Haydn in der Pfarrkirche zu St. Michael aufgeführt.
Eine Fernost-Tournee führte das Quartett im Januar 2010 in die Volksrepublik China, wo es unter anderen im „National Centre For Performing Arts“ in Peking und „Tianjin Concert Hall“ in Tientsin, beim Staatsbesuch des österreichischen Bundespräsidenten konzertierte.

## Auftritte
- Konzert in der Carnegie Hall (Vereinigte Staaten)
- Festival Ouvertüre France-Autriche (Frankreich)
- Ballades Musicales Europaennes (Belgien)
- Festival van Vlaanderen (Belgien)
- Royal Leamington Spa Haydn Fest (England)
- Festival Internacional Cervantino (Mexiko)
- Festival de Tepotzlan (Mexiko)
- Festival Hatillo (Venezuela)
- Festival Sankt Gallen (Steiermark) (Österreich),
- St. Marcus Festival (Kroatien)
- Schleswig-Holstein Musik Festival (Deutschland)
- Dorchester 2000 Festival (England) 2000
- Royal Leamington SpaHaydn Fest (England) 2001
- Schleswig-Holstein Musik Festival (Deutschland) 2004
- St. Marcus Festival (Kroatien) 2005 und 2009
- seit 2006 Konzerte im Schloss Glienicke, Berlin
- Haydn-Genootschap Vlaanderen (Belgien) 2007,
- Macau International Music Festival (Volksrepublik China) 2001 und 2008
- Kitzbüheler Sommerkonzerte 2010[4]
- Mersin International Music Festival (Turkey)

## Diskographie
- Joseph Haydn, ein Europäer (2005)
- Haydns Einfluss auf Mozart und Schubert (2006)
- Auf dem Wasser zu singen mit Cornelia Horak (Sopran) (2008)
- Carl Goldmark Streichquartett und Streichquintett mit Rudolf Leopold (Cello) (2008)
- Haydn's Late String Quartetts (2009)
- Daniel Smutny String Quartett (2012)
- Haydn - Werner - Pleyel - Czerny (2014)